# Akhrik Tsveiba
Akhrik Tsveiba (sinh ngày 10 tháng 9 năm 1966) là một cầu thủ bóng đá người Nga.

## Đội tuyển bóng đá quốc gia
Akhrik Tsveiba thi đấu cho đội tuyển bóng đá quốc gia Liên Xô, đội tuyển bóng đá quốc gia Ukraina, đội tuyển bóng đá quốc gia Nga từ năm 1990 đến 1997.

## Thống kê sự nghiệp
| Đội tuyển bóng đá Liên Xô | Đội tuyển bóng đá Liên Xô | Đội tuyển bóng đá Liên Xô |
| Năm                       | Trận                      | Bàn                       |
| ------------------------- | ------------------------- | ------------------------- |
| 1990                      | 7                         | 1                         |
| 1991                      | 10                        | 0                         |
| 1992                      | 8                         | 1                         |
| Tổng cộng                 | 25                        | 2                         |

| Đội tuyển bóng đá Ukraina | Đội tuyển bóng đá Ukraina | Đội tuyển bóng đá Ukraina |
| Năm                       | Trận                      | Bàn                       |
| ------------------------- | ------------------------- | ------------------------- |
| 1992                      | 1                         | 0                         |
| Tổng cộng                 | 1                         | 0                         |

| Đội tuyển bóng đá Nga | Đội tuyển bóng đá Nga | Đội tuyển bóng đá Nga |
| Năm                   | Trận                  | Bàn                   |
| --------------------- | --------------------- | --------------------- |
| 1997                  | 8                     | 0                     |
| Tổng cộng             | 8                     | 0                     |